# 湖笔
湖笔（亦称为湖颖）是产于中国浙江湖州善璉鎮的毛笔，始自晉朝已家家戶戶造筆，到元朝时就以工艺精湛、品质上乘著称，与宣纸、徽墨、端砚合称为“文房四宝”。
湖笔通常用黄鼠狼的尾部的毛跟羊毫制造但也会有用鸡毛，鼠须来制的笔; 在中国跟湖笔一样闻名的毛笔叫宣笔。宣笔的优良工艺是湖笔以及亚洲毛笔历史（例如：日本熊野，奈良笔等）的鼻祖可以说还比后者更胜一筹；宣笔是在湖笔的出现之前，在古代中国最流行的特产毛笔。但只从元朝之后宣笔渐被湖笔取代，湖笔制作精良，都得到很多古代名家的赞赏尤其是元朝书法家赵孟頫对湖笔的制作非常重视。在现代社会，湖笔担当起中国文化的重要象征并输出到世界各地（包括：日本，韩国，越南，南亚诸国），随着旅游业界的发展，日本书画界人士很多也为了「湖笔」慕名而来，日本著名书画家「青山衫雨」也曾到王一品斋笔庄考察并对制笔技艺产生了极大兴趣。在1994年，湖笔的产量高达了283.16万支， 1979年至1987年期，双羊牌的善琏湖笔获得了浙江优质产品，轻工业部优质产品的称号；湖笔保留了传统优质的制作工艺，其制作技术更被列为中国国家级非物质文化遗产。